# Казаккасы
Казаккасы, Казак-касы (чув. Касаккасси Шӗкӗр) — населённый пункт в составе Канашского района Чувашской АССР, существовавший до 1964 года. В настоящее время в составе современной деревни Сеспель.

## География
Находился межу деревнями Ой-Боси и Малды-Касы.

## История
Казаккасы как самостоятельный населенный пункт существовал в XIX веке; в 1917 году входил в Шихазанскую (Сиделевскую) волость Цивильского уезда Казанской губернии.
В 1921 году в деревне распространялись листовки повстанцами во время кулацкого мятежа — Акулевского восстания.
В 1927 году при проведении районирования деревня вошла в Ойбосинский сельсовет Канашского района, с 1928 года — в Шугуровский сельсовет. С 1935 по 1956 год деревня включена в состав Шихазанского района, после его ликвидации деревня вошла в Канашский район.
6 марта 1964 года деревня Казаккасы и соседняя деревня Ойбоси были объединены в деревню Шугурово (чув. Шӗкӗр). В 1969 году Указом Президиума ВС РСФСР деревня Шугурово переименована в Сеспель в связи с семидесятилетием со дня рождения и увековечением памяти уроженца Казаккасы, чувашского поэта Михаила Сеспеля (Михаила Кузьмича Кузьмина).

## Население
Население — чуваши.

## Известные уроженцы, жители
Мишши́ Се́спель (Михаил Сеспель), чувашский поэт, государственный и общественный деятель, родился 16 [28] ноября 1899 в Казаккасы.